# Ambassade de Sierra Leone en Guinée
L'ambassade de Sierra Leone en Guinée est la principale représentation diplomatique de la république de Sierra Leone en Guinée.

## Liste des ambassadeurs
| N° | Nom et prénoms        | Début | Fin  |
| -- | --------------------- | ----- | ---- |
| 01 | Bockari Kortu Stevens | 1988  | 1992 |
| 02 |                       |       |      |